# Máel Sechnaill mac Domnaill

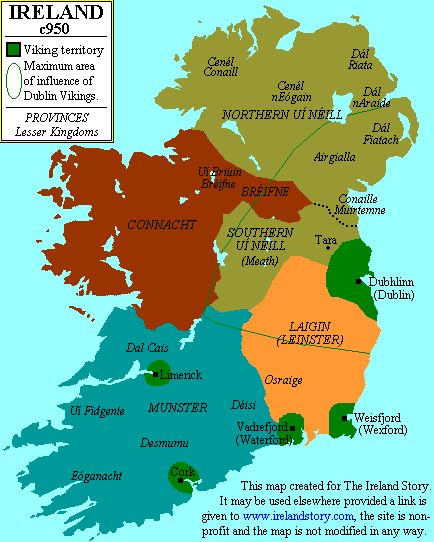

Máel Sechnaill mac Domnaill (949-1022) was koning van Meath (975-1022) en tweemaal Hoge koning van Ierland van 980 tot 1002 en van 1014 tot 1022. De Hoge koning van Ierland vertegenwoordigde alle andere koninkrijken van Ierland. Máel Sechnaill was een telg uit de Uí Néill-dynastie in het zuiden, uit de Clann Cholmáin.

## Levensloop
In 980 versloeg Máel Sechnaill de Viking koning van Dublin Óláf Sigtryggsson, alias Amlaíb Cuarán in de slag bij Tara en kreeg hij de titel van Hoge koning van Ierland. De titel werd betwist door Brian Boru, koning van Munster. In 997 deelden beide Ierland in twee, noord en zuid. Het koninkrijk Leinster ging hier niet mee akkoord en verenigde zich met de Vikingen. Beide partijen troffen elkaar tijdens de slag bij Glenmama in 999, waar Leinster het onderspit moest delven.
In 1002 vond Brian Boru het tijd dat hij de titel van Hoge koning van Ierland mocht dragen, wat gebeurde. Een nieuwe oorlog met de Leinster-Vikingcoalitie vond plaats in 1014, de Slag bij Clontarf. Brian Boru sneuvelde en zo werd Máel Sechnaill opnieuw Hoge koning van Ierland. Na zijn dood in 1022 werd de titel Hoge koning van Ierland tijdelijk niet meer toegekend. In het koninkrijk Meath werd hij opgevolgd door zijn zoon, Mael Sechnaill Got mac Mael Sechnaill.